# Martial Le Minoux
Martial Le Minoux, né le 13 octobre 1962, est un acteur et directeur artistique de doublage français.
Très actif dans le doublage depuis 1996, il est connu pour être, dans le jeu vidéo, la voix du Professeur Layton dans la série éponyme, de Clank dans Ratchet and Clank, du Docteur Neo Cortex dans Crash Bandicoot, de l'Homme Mystère dans les Batman: Arkham ou encore de Murphy dans les différents Rayman. Il donne aussi sa voix dans la série de jeux vidéos Skylanders et dans Star Fox où il double Fox McCloud . Il prête également sa voix dans l’univers Yo-Kai Watch où il incarne Whisper et divers personnages de la série.
À la télévision, il incarne depuis 2019 SAMI, l'intelligence artificielle de l'émission de vulgarisation scientifique C'est toujours pas sorcier.
Dans l'animation, il prête sa voix à Richard Aldana dans Lastman, Roy Mustang dans l'anime Fullmetal Alchemist, Leolio dans Hunter x Hunter et bien d'autres encore. Il prête aussi sa voix de manière régulière à Justin Hartley depuis Smallville.

## Biographie
Martial Le Minoux a travaillé dans plusieurs compagnies de théâtre et de musique et joué dans des pièces radiophoniques[réf. nécessaire].
Il débute dans le doublage de jeux d'ordinateur en 1996. Après avoir été choisi par Ubisoft pour doubler Murfy dans Rayman M (2001), il devient très actif dans le doublage en général.
Il prête notamment sa voix à de nombreux personnages d'animation et de jeux vidéo, dont le Professeur Layton dans la série de jeux homonymes, Dr Neo Cortex dans Crash Bandicoot, Clank dans Ratchet and Clank,,, Medic dans Team Fortress 2, Sherlock et d'Olombec dans la série Sherlock Yack, Fox McCloud de la série Star Fox, Pollux dans la nouvelle version du Manège enchanté (2007) ou encore l'elfe Iorveth dans The Witcher 2: Assassins of Kings.
Martial Le Minoux est, depuis 2019, président de la société Enregistrement et Cie et co-gérant de La Ferme du Tuc.

## Théâtre
Sources : RS Doublage
- 1994 : On ne badine pas avec l'amour d'Alfred de Musset. Théâtre du Tambour Royal, Paris.
- 1995 : Roméo et Juliette de Shakespeare. Théâtre du Tambour Royal, Paris
- 1995 : L'Oiseau vert de Carlo Gozzi
- 1995 : La Dame au Petit Chien d'Anton Tchekhov
- 1996 : Les Mouchards Bouffon Théâtre Paris
- 1997 : Les Petites Comédies du Vice d'Eugène Chavette
- 1999 : L'Oiseau vert de Carlo Gozzi
- 2000-2001 : Les Marrons du Feu d'Alfred de Musset
- 2000-2002 : L'Écume des jours de Boris Vian (+ 200 représentations)
- 2000-2002 : Contes de la rue Broca (Théâtre pour enfants) d'après Pierre Gripari

## Doublage

### Cinéma

#### Films
- Dean Fujioka dans :
  - Fullmetal Alchemist (2017) : Roy Mustang
  - Fullmetal Alchemist : La vengeance de Scar (2022) : Roy Mustang
  - Fullmetal Alchemist : La dernière alchimie (2022) : Roy Mustang
- Justin Hartley dans :
  - Bad Moms 2 (2017) : Ty Swindle
  - Senior Year (2022) : Blaine Balbo
  - Le Journal de Noël (2022) : Jake Turner
- 2004 : Eurotrip : l'homme robot (J. P. Manoux)
- 2008 : The Dark Knight : Le Chevalier noir : Mike Engel (Anthony Michael Hall)
- 2012 : The Words : Dan Zuckerman (James Babson) et Jason Rosen (Brian Klugman)
- 2013 : Vendetta (en) : Jimmy Vickers (Danny Dyer)
- 2013 : Le Secret du Ragnarok : Sigurd Svendsen (Pal Sverre Hagen)
- 2013 : Enemy : Carl (Joshua Peace)
- 2013 : Last Passenger : Lewis Shaler (Dougray Scott)
- 2014 : The Scribbler : Hogan (Garret Dillahunt)
- 2014 : Redirected : Michael (Scot Williams (en))
- 2014 : Børning (no) : Roy (Anders Baasmo Christiansen)
- 2016 : L'Accusé : Adrian Doria (Mario Casas)
- 2017 : Brigsby Bear : l'inspecteur Bander (Beck Bennett)
- 2017 : Rebel in the Rye : Swami Nikhilananda (Bernard White)
- 2018 : La Malédiction Winchester : Arthur Gates (Tyler Coppin (en))
- 2018 : Sword of Blood (en) : King (Jan Bijvoet)
- 2018 : Apprentis Parents : le Juge Ribera (Valente Rodriguez (en))
- 2018 : Yuli : ? (?)
- 2020 : One Night in Bangkok : Kai Kahale (Mark Dacascos)
- 2021 : The Last Son : ? (?)
- 2022 : Seoul Vibe (en) : ? (?)
- 2023 : A Beautiful Life : Jesper (Paw Henriksen (da))
- 2024 : La Québécoise :  Alphonse Tremblay (Luc Picard)
- 2024 : Arcadian : M. Rose (Joe Dixon (en))

#### Films d'animation
- 1974[n 1] : Mazinger Z contre le général Dark : le général Dark, le docteur et le monstre aviaire
- 1976[n 1] : Goldorak contre Great Mazinger : voix additionnelles
- 1993[n 2] : Yū Yū Hakusho, le film : Hiei
- 2002 : Direction Futur ! : ?[6]
- 2002 : Le Nautilus : 20000 lieues sous les mers : ?[7]
- 2002 : Puissance 3 : ?[8]
- 2004 : Gang de requins : Bernie
- 2005 : Fullmetal Alchemist : Le Conquérant de Shamballa : Roy Mustang et Jean Havoc
- 2007 : One Piece épisode d'Alabasta : Les Pirates et la princesse du désert : Crocodile et Mister 7
- 2008 : One Piece épisode de Chopper : Le Miracle des cerisiers en hiver : le médecin
- 2009 : Professeur Layton et la Diva éternelle : le professeur Layton
- 2011 : Fullmetal Alchemist : L'Étoile sacrée de Milos : Roy Mustang et Pedro
- 2012 : Fairy Tail, le film : La Prêtresse du Phœnix : Dist et Kalard
- 2012 : Patéma et le monde inversé : Lagos
- 2014 : Astérix : Le Domaine des dieux : voix additionnelles (création de voix)
- 2014 : Little Houdini : Tesla
- 2015 : Thomas et ses amis : La Grande Course : Paxton
- 2015 : Psycho-Pass, le film : voix additionnelles
- 2017 : Sahara : voix additionnelles (création de voix)
- 2017 : Mazinger Z Infinity : Tetsuya Tsurugi
- 2017 : Yo-kai Watch, le film : Whisper
- 2018 : Maya l'abeille 2 : Les Jeux du Miel : Pollenus
- 2018 : Teen Titans Go! Le film : John Stewart / Green Lantern, Aquaman, Jor-El et Stan Lee
- 2018 : Mon ninja et moi : Stewart
- 2019 : Promare : Kray Foresight
- 2019 : Zim l'envahisseur et le Florpus : le professeur Membrane
- 2020 : Yakari : La Grande Aventure : Double-Dents, Mille-Geules et Regard Droit (création de voix)
- 2021 : Raya et le Dernier Dragon : voix additionnelles
- 2021 : La Pat' Patrouille, le film : le capitaine Horacio Turbot
- 2021 : Jujutsu Kaisen 0 : Suguru Geto
- 2022 : Le Petit Nicolas : Qu'est-ce qu'on attend pour être heureux ? : le livreur, le cuisinier et un monsieur (création de voix)
- 2023 : Miraculous, le film : Tom Dupain, Max Kanté et Nooroo (création de voix)
- 2023 : La Pat' Patrouille : La Super Patrouille, le film : le capitaine Horacio Turbot
- 2023 : Mars Express : le quatrième robot (création de voix)
- 2024 : Look Back : le professeur
- 2024 : Baki Hanma vs Kengan Ashura : Kaiō Retsu et l'un des deux narrateurs

#### Courts-métrages d'animation
- 2004 : Ponponn le chien : voix additionnelles[9]
- 2008 : La Main des maîtres : voix additionnelles[9]
- 2010 : Oscar et Co - Poule de choc : voix additionnelles[9]
- 2013 : Cactus et Sac à Puces : voix additionnelles[9]
- 2013 : Lettres de femmes : voix additionnelles[9]
- 2013 : Bartz : voix additionnelles[9]
- 2015 : Deux EX Therapis : voix additionnelles[9]
- 2016 : Le Monde appartient à ceux qui se lèvent tard : voix additionnelles[9]
- 2016 : Agent Smith - Les fantômes du passé : voix additionnelles[9]
- 2020 : Petit Caillou qui vaut de l'or : voix additionnelles[9]
- 2023 : Le Sexe de ma mère : Patrick

### Télévision

#### Téléfilms
- 2015 : Un Refuge pour mon bébé : le conducteur d'autobus (Michael Lee)
- 2017 : Les Secrets du lac : Tom Riley (Fulvio Cecere)
- 2019 : Un Noël rock'n'roll : Chris (James Robert Miller)

#### Téléfilms d'animation
- 1995 : Lupin III : Le Trésor d'Harimao : Goering, personnages secondaires
- 1996 : Lupin III : Le Secret du Twilight Gemini : le commissaire égyptien
- 2011 : Slash : Isaiah
- 2021 : Un Noël chez les Loud : voix additionnelles

#### Séries télévisées
- Justin Hartley dans (8 séries) :
  - Smallville (2006-2011) : Oliver Queen / Green Arrow (72 épisodes)
  - Castle (2012) : Reggie Starr (saison 4, épisode 13)
  - Dr Emily Owens (2012-2013) : Dr Will Collins (13 épisodes)
  - Les Feux de l'amour (2014-2016) : Adam Newman (185 épisodes)
  - Mistresses (2014-2016) : Scott Thompson (16 épisodes)
  - This Is Us (2016-2022) : Kevin Pearson (106 épisodes)
  - Jane the Virgin (2019) : lui-même (caméo - saison 5, épisode 8)
  - Code Quantum (2022) : Jake (saison 1, épisode 4)
- Glenn Howerton dans :
  - Philadelphia (depuis 2005) : Dennis Reynolds (en)
  - The Mindy Project (2013-2017) : Cliff Gilbert (13 épisodes)
  - Sirens (2025) : Ethan (mini-série)
- 2001 : Les Associées : Mike Kaputo (Reed Diamond) (3 épisodes)
- 2001 : Power Rangers : La Force du temps : Eric Myers / Ranger Quantum (Daniel Southworth (es)) (28 épisodes)
- 2002 : Power Rangers : Force animale : Eric Myers/Ranger Quantum et Tommy Oliver/Ranger Rouge Zeo(Daniel Southworth (es)) et Jason David Frank
- 2003 : Power Rangers : Force Cyclone  : Hunter Bradley/Ranger Tonnerre Pourpre (Adam Tuominen (en))
- 2006 : Earl : Hank Lange (Tim DeKay) (saison 1, épisodes 14 et 17)
- 2006-2008 : H2O : Neil Gilbert (Jared Robinsen (en)) (15 épisodes)
- 2007 : Eureka : Jason Anderson (Andrew Airlie) (saison 1, épisode 3)
- 2007 : Whistler : Derek Brooks (Diego Klattenhoff) (12 épisodes)
- 2007 : 24 Heures chrono : Hal Turner (James C. Victor) (saison 6)
- 2007 : Kill Point : Dans la ligne de mire : Rocko (Adam Cantor) (mini-série)
- 2008 : Underbelly : Jason Moran (Les Hill (en)) (8 épisodes)
- 2008-2009 : Son Altesse Alex : Johan (Jordan Prosser) (5 épisodes)
- 2008-2011 : New York, unité spéciale : Ed Tucker (Robert John Burke) (2e voix)
- 2010[n 3] : Strike Back : le major Chris Pemberton (Cal MacAninch)
- 2010-2011 : Hot in Cleveland : Rick (Wayne Knight) (5 épisodes)
- 2011 : Black Mirror : Julian Hereford (Donald Sumpter) et Martin (Alastair McKenzie) (saison 1, épisode 1)
- 2011-2016 : Hell on Wheels : L'Enfer de l'Ouest : Thor « Le Suédois » Gundersen (Christopher Heyerdahl) (39 épisodes)
- 2012 : Body of Proof : Quentin Whitsett (Charles Halford) (saison 2, épisode 12)
- 2014 : Lilyhammer : Tommy Mangano (Rhys Coiro) (saison 3)
- 2014 : Enquêtes codées : Ben Gladstone (Nick Blood) (saison 2)
- 2014-2019 : Gotham : le manager du restaurant (James Georgiades) (saison 1, épisodes 3 et 4) et Dr Thomas Wayne (Grayson McCouch (en)) (3 épisodes)
- 2015 : Reboot : Quoi (voix passagère)
- 2015 : No Offence : Bob Simmons (Philip McGinley (en)) (6 épisodes)
- 2015-2019 : Unbreakable Kimmy Schmidt : Randy (Tim Blake Nelson) (4 épisodes)
- 2016[n 4] : Lucky Man : Doug (Burn Gorman) (3 épisodes)
- 2016-2017[10]: Man vs Geek : Eddie (Chris Williams (en)) (22 épisodes)
- 2017 : Somewhere Between (en) : Danny Jackson (Noel Johansen) (6 épisodes)
- 2017 : Bad Blood : ? (?)
- 2017 : Sous influence : Dr Sanderson (Alastair Galbraith) (mini-série)
- 2018-2021 : On My Block : Dwayne Turner (Eme Ikwuakor) (16 épisodes)
- 2019-2020 : Women of the Night : Ralph Konijn (Dragan Bakema) (9 épisodes)
- 2020 : Défendre Jacob : le lieutenant Peterson (Shawn Fitzgibbon) (mini-série)
- 2021 : Trapped : Kristján (Baldur Trausti Hreinsson (is)) (saison 3)
- 2022-2024 : Une famille vraiment Loud : M. Bolhofner (Brian Thomas Smith) (3 épisodes)
- 2023 : Wolf Pack : Malcolm (Gideon Emery)
- 2024 : The Gentlemen : Ahmed (Ranjit Krishnamma)
- 2024 : Le Seigneur des anneaux : Les Anneaux de pouvoir : ? (?) (saison 2)
- 2025 : L'Éternaute : Franco (Jorge Sesán (es)) (mini-série)

#### Séries d'animation
(mars 2023).
- 1997-1998[n 5] / 2025 : Les Rois du Texas : Dale Gribble (saisons 1 à 3 puis 14)
- Bienvenue chez les Casagrandes : Hector Casagrande et Sergio le perroquet
- Bienvenue chez les Loud : Chef Sergey (l'employeur de M. Loud)
- Bunny Maloney : Bunny
- Excel Saga : le producteur
- Food Wars! : Jōichirō Yukihira, Shinomiya Kojirô
- Initial D Second Stage : Iketani
- Kaleido Star : Yuri Killian et père de Marion
- Karas : Ekou
- Le Donjon de Naheulbeuk : le Voleur, Zangdar et voix additionnelles
- MaxiMini : Dave Gazoal
- Les Mésaventures du roi Arthur : Merlin
- Mon ami Grompf : Aku (le moine tibétain), Raoul (l'ami de Ji-Ed), le policier et voix additionnelles
- Midori Days :
- Miraculous : Les Aventures de Ladybug et Chat Noir : Tom Dupain, Roger/Rogercop, Max/Le Gamer, Père Noël/Pire Noël et Nooroo
- NieA 7 : Genzo Someya
- Objectif Blake ! : Maxus et monsieur le Fouine
- One Piece : Crocodile (voix de remplacement, épisodes 442 à 512) , Baggy le clown (épisode 145), Terry, Shôjô, Gan Forr
- One Punch Man : Beaugosse Craquant Masqué et voix additionnelles
- OVNI : Coda
- PAW Patrol : La Pat' Patrouille : le capitaine Turbot et oncle Otis
- Pet Shop of Horrors : Robin Hendrix (épisode 3)
- Psycho-Pass : Sakuya Togane
- RahXephon : Itsuki Kisaragi
- Saiyuki : Sha Gojyô
- Saiyuki Reload : Sha Gojyô
- Samson et Néon : Néon
- Shaman King : McDanel Chocolove (Joco)
- Sherlock Yack: Sherlock Yack
- Slayers : Zanglus
- Slayers Next : Zanglus
- Strange Dawn : Darl, Jyog
- Thomas et ses amis : Paxton
- Tiger et Bunny : Tiger
- Tokyo Ghoul : Tsukiyama Shuu
- X : Seiichirō Aoki
- Yo-kai Watch  : Whisper
- 1992[n 6]: Yū Yū Hakusho : Hiei et voix additionnelles
- 1998 : Alexander : Bessos / Iben
- 1999 : Hunter × Hunter : Franklin
- 1999 : Great Teacher Onizuka : l'un des malfrats (épisodes 14 et 15)
- 2000 : Argento Soma : voix additionnelles
- 2000 : Boogiepop Phantom : Masami Saotome
- 2001 : Cosmowarrior Zero : La Jeunesse d'Albator : Ensol
- 2001 : Hellsing : Enrico Salvaletti (épisode 3) et Stidler (épisode 4)
- 2001 : Invader Zim : le professeur Membrane et Grandeur Violette
- 2002 : .hack//SIGN : Crim
- 2002 : Abenobashi Magical Shopping Street : Tetsu, Papy Masa jeune et le narrateur
- 2002 : Chobits : le père de Yumi Omura
- 2002 : Kiddy Grade : Tweedledum
- 2003 : Gun Frontier : Henagun
- 2004 : Gunslinger Girl : Jean
- 2004 : Samurai champloo : Ryūjiro Sasaki (épisodes 1 et 2)
- 2005 : Fullmetal Alchemist : Roy Mustang
- 2005-2008 : Initial D : Iketani
- 2005-2010 : Foot 2 rue : l'inspecteur Pradet et Zinédine Zidane (création de voix)
- 2006-2008 : Le Manège enchanté : Pollux et Ambroise (création de voix)
- 2006-2016 : Grabouillon : Bagout Ragout (création de voix)
- 2006 : Potlach : Woof
- 2007 : Franky Snow : Ben
- 2008 : Chi : Une vie de chat : le vétérinaire (1re voix)
- 2008 : Les Aventures d'Ernest et Bart : le chanteur du générique
- 2009 : Fullmetal Alchemist: Brotherhood : Roy Mustang
- 2009 : Mobile Suit Gundam 00 : Lasse Aeon et Bring Stabity
- 2009 : Hello Kitty : La Forêt des Pommes[11]: Monga
- 2009-2012 : La Ferme en Folie : Peps, livreur de pizza #1, un des corbeaux
- 2010 : Digimon Fusion : Christopher Aonuma, Omnimon, Gerbemon, Jijimon, Starmon, Dondokomon et Blastmon
- 2011-2014 : Baskup - Tony Parker : Tony Parker (création de voix)
- 2012 : Beelzebub : Tatsuya Himekawa
- 2012 : Hunter × Hunter : Leolio
- 2012 : Nos voisins les Marsupilamis : Patou (épisode 12) / Tommy (épisodes 13, 24 à 26)
- 2012-2021 : Les Mystérieuses Cités d'or : Athanaos le prophète voyageur, Pichu le perroquet et voix additionnelles[12],[13]
- 2013 : Dofus : Aux trésors de Kerubim : Rinz Gazval (épisode 38)
- 2013 : Le Petit Prince : le Businessman
- 2013-2014 : Kill la Kill : Aikurō Mikisugi
- 2013-2016 : Kuroko's Basket : Daiki Aomine, Tomoki Tsugawa, Eikichi Nebuya, Makoto Hanamiya, Mitsuhiro Hayakawa, voix-off générique, Papa Mbaye Siki
- 2013-2019 : À table les enfants ! : personnages divers
- 2014 : Space Dandy : Dandy
- 2014-2021 : Talking Tom and Friends : Tom
- 2015-2016 : Assassination Classroom : Gakushū Asano, Akira Takaoka et le Dieu de la Mort
- depuis 2015 : My Hero Academia : Atsuhiro Sato alias "Mister Compress", Hizashi Yamada alias "Present Mic" et Twice alias "Jin Bubaigawara"
- 2016 : All Out!! : voix additionnelles
- 2016[14] : Re:Zero − Re:vivre dans un autre monde à partir de zéro : Bételgeuse
- 2016-2018 : Skylanders Academy : Jet-Vac
- 2016-2022 : Lastman : Richard Aldana (création de voix)
- 2017-2021 : La Bande à Picsou : Hercule et Mégavolt
- 2018-2019[15] : JoJo's Bizarre Adventure : Golden Wind : Leone Abbachio
- 2018-2019 : Petit Ours Brun : Papa Ours Roux
- 2018-2020 : Baki : le narrateur, Kaioh Retsu et voix additionnelles
- 2018-2021 : F Is for Family : voix additionnelles (à partir de la saison 3)
- depuis 2018 : Oscar et Malika, toujours en retard : Alfred le farfadet, Pr Toybos et voix additionnelles
- 2019 : Ernest et Rebecca : le père de Rebecca et Coralie, Tatalia
- depuis 2019 : Boy Girl etc. : Papa et voix additionnelles
- depuis 2019[n 7] : Vinland Saga : Asgeir, Jabbathe et le narrateur
- 2020 : Crisis Jung : Rick Breal, Tendresse, Confiance, Courage et la plupart des personnages masculins
- 2020 : Grosha & Mr. B : Grosha
- 2020 : Hilda : Kert
- 2020 : Rocky Kwaterner : voix additionnelles
- depuis 2020 : Jujutsu Kaisen : Suguru Geto
- 2021 : L'Épopée temporelle : Eliot / KB-28
- 2021 : 86: Eighty-Six : voix additionnelles (saison 2)
- 2021-2022 : Les P'tits Diables : Jean, le père de Tom et Nina (2e voix, saison 4)
- 2021-2022 : Shaman King : Silva, Yohken Asakura, Anahol/Anatel Pokki, Brocken et Mansumi
- 2021-2023 : To Your Eternity : le père de Kaï et voix additionnelles
- depuis 2021 : Baki Hanma : le narrateur, Retsu et voix additionnelles
- 2022 : Chainsaw Man : le démon futur
- 2022 : Détective Conan : Apprenti Criminel : Kōnosuke Jii
- 2022 : Call of the Night : voix additionnelles
- 2022 : Orient - Samurai Quest : Yataro Inuta et Kijinosuke Noguchi
- 2022-2023 : Mystery Lane : Atlas, Brian, Travis et Alfred
- depuis 2022 : Les Histoires de Peppa Pig : Papa Pig, Papy Pig et M. Bull
- 2023 : Où est notre humaine ? : l'Univers
- 2023 : Edens Zero : Cure (saison 2)
- 2023 : Oshi no ko : Ichigo Saitō
- 2023 : Captain Laserhawk: A Blood Dragon Remix : le sergent et Bill
- 2023 : Les Carnets de l'apothicaire : Gaoshun
- 2023 : Kung Fu Panda : Le Chevalier Dragon : Benny (saison 2)
- 2024 : T・P Bon (en) : Fernand et Heinrich Schliemann
- 2024 : Comment ratatiner ? : Spooky (création de voix)
- 2024 : Dead Cells : Immortalis : Majorum
- 2024 : Kaiju no 8 : Kaiju no 9 / Tamamichi Hotaka
- 2024 : Ranma ½ : Jusenkyo Guide
- 2024 : Gros Lézard : Papa (création de voix)
- 2024 : Code Geass: Rozé of the Recapture (en) : Gran Kirkwayne, Stanley Vonbraun et Hinagata
- 2025 : My Hero Academia : Vigilantes : Hizashi Yamada / Present Mic
- 2025 : #1 Happy Family USA (en) : le proviseur Dennis
- 2025 : Witch Watch : le narrateur

#### Émissions de télévision
- 2007 : Tune mon Truck : Bryan le Boss
- 2015 : Enchères à tout prix : le narrateur

#### OAV
- FLCL : Gaku Manabe
- Hunter × Hunter : Franklin
- Magic Knight Rayearth : Felio
- Space Symphony Maetel : Leopard

### Jeux vidéo
- 1996 : Les Voyages d'Ozzie : Iggy, Erik et Mulu
- 1999 : The Longest Journey : Ben-Bandu, le visiteur, les hommes-taupes et Warren Hughes
- 2001 : Rayman M : Hunchman 1000
- 2001 : Star Wars: Starfighter : voix additionnelles
- 2001 : Clive Barker's Undying : Aaron
- 2001 : Jak and Daxter: The Precursor Legacy : Boggy Billy et le Sculpteur[n 8]
- 2001 : Red Faction : Hendrix
- 2001 : Star Wars: Galactic Battlegrounds : Wedge Antilles
- 2002 : The Elder Scrolls III: Morrowind : Almalexia et Mehrunes Dagon
- 2002 : The Getaway : Mark Hammond
- 2002 : Ratchet and Clank : Clank
- 2002 : The Thing : voix additionnelles
- 2002 : Rayman Arena : Murfy
- 2002 : Warcraft 3 : Thrall
- 2002 : James Bond Nightfire : Rafael Drake
- 2003 : Rayman 3: Hoodlum Havoc : Murfy et les Ptizêtres
- 2003 : Ratchet and Clank 2 : Fizzwidget 2, Billy, Clank, employé, plombier et Shady Salesman
- 2003 : Runaway: A Road Adventure : Clive
- 2003 : Beyond Good and Evil : Pey'j, voix robotiques et voix additionnelles
- 2003 : Crash Nitro Kart : Crunch Bandicoot et le Dr Néo Cortex
- 2003 : Harry Potter à l'école des sorciers : Tom Jedusor / Lord Voldemort
- 2003 : Indiana Jones et le Tombeau de l'empereur : Wu Han
- 2003 : Dynasty Warriors 4 : Sun Jian et Zhang Liao
- 2003 : Inspecteur Gadget : L'Invasion des Robots Mad (en) : Inspecteur Gadget
- 2003 : Age of Mythology: The Titans : Crios
- 2003 : Bob l'éponge : Bataille pour Bikini Bottom : Patrick Étoile de mer
- 2003 : Tomb Raider : L'Ange des ténèbres : l'herboriste et voix additionnelles
- 2004 : Fable : Jack Of Blades
- 2004 : World of Warcraft : Thrall, le Conservateur et une des voix des PNJ gobelins
- 2004 : Jak 3 : le comte Veger et Kleiver[n 8]
- 2004 : Spyro: A Hero's Tail : le Professeur, Sparx, Phil et Otto
- 2004 : Crash TwinSanity : Dr Néo Cortex, Dr N. Tropy, N. Gin et la moufette qui refuse de bouger sur l'île de N. Sanity
- 2004 : Call of Duty : Le Jour de gloire : le sergent Oleg Puskov et le capitaine Benny Church
- 2004 : Kingdom Under Fire: The Crusaders : Rupert, le Pape et voix additionnelles
- 2004 : Galleon : Brice, Farrant, le Gouverneur et voix additionnelles
- 2005 : Bob l'éponge, le film : Patrick Étoile de mer
- 2005 : Tom Clancy's Splinter Cell: Chaos Theory : voix additionnelles[n 8]
- 2005 : Crash Tag Team Racing : Crunch Bandicoot et le Dr Néo Cortex
- 2005 : Mortal Kombat: Shaolin Monks : voix-off
- 2005 : Jak X : Kleiver
- 2005 : Psychonauts : Coach Oléander et Quentin Hedgemouse
- 2005 : Kingdom Under Fire: Heroes : Gerald et voix additionnelles
- 2005 : Batman Begins : Ra's al Ghul
- 2005 : Bob l'éponge : Silence on tourne ! : Patrick Étoile de mer
- 2006 : Runaway 2: The Dream of the Turtle : 13, Ben et Pignon
- 2006 : The Legend of Spyro: A New Beginning : Cyril
- 2006 : Daxter : Veger, Erol et Tik
- 2006 : Tom Clancy's Splinter Cell: Double Agent : Hodge
- 2006 : Hitman: Blood Money  : voix additionnelles
- 2006 : Gothic 3 : Lester
- 2006 : Tomb Raider: Legend : le soldat Miller et voix additionnelles
- 2006 : Shrek: Smash n' Crash Racing : L'Âne
- 2006 : Ankh : le chef de la caravane, Mut El Tebtyns, Schmuel et le marchand de vin
- 2006 : Bob l'éponge : La Créature du crabe croustillant : Patrick Étoile de mer / Superétoile de mer, Patrick le Dingue et voix additionnelles
- 2006 : Desperate Housewives, le jeu : le prêteur sur gages et voix additionnelles
- 2007 : Bienvenue chez les Robinson : le grand-père Bud
- 2007 : Crash of the Titans : Crunch Bandicoot et le Dr Néo Cortex
- 2007 : Shrek le troisième : l'Âne
- 2007 : Stuntman: Ignition : voix additionnelles
- 2007 : Assassin's Creed : voix additionnelles
- 2007 : Team Fortress 2 : Medic
- 2007 : Halo 3 : voix additionnelles
- 2007 : Mass Effect : voix additionnelles
- 2007 : The Legend of Spyro: The Eternal Night : Cyril et Scratch
- 2007 : Bioshock : voix additionnelles
- 2007 : The Witcher : Haren Brogg et Joseph le geôlier
- 2007 : The Legend of Spyro: The Eternal Night : Cyril et l'un des perroquets
- 2007 : Transformers, le jeu : Blackout et voix additionnelles
- 2007 : Bee Movie : Le Jeu : voix additionnelles
- 2007 : Ratatouille : voix additionnelles
- 2007 : Bob l'éponge : Bulle en Atlantide : Patrick Étoile de mer
- 2008 : Gears of War 2 : voix additionnelles
- 2008 : Dark Sector : Soldat
- 2008 : Crash : Génération Mutant : Crunch Bandicoot et le Dr Néo Cortex
- 2008 : Shrek Carnival Craze : l'Âne
- 2008 : Fallout 3 : Jonas Palmer et Horace Pinkerton
- 2008 : Brothers in Arms: Hell's Highway : le caporal Thomas Zanovich
- 2008 : Left 4 Dead : Louis
- 2008 : Pirates des Caraïbes : Jusqu'au bout du monde : James Norrington
- 2008 : Prince of Persia : un garde
- 2008 : Mortal Kombat vs. DC Universe : le Joker et Sub-Zero
- 2008 : Call of Duty: World at War: Comissar Markhov
- 2008 : God of War: Chains of Olympus : Hélios
- 2008 : Transformers Animated: The Game : Ratchet et Blitzwing
- 2008 : Dead Space : le caporal Johnston
- 2008 : La Légende de Spyro : Naissance d'un dragon : Malefor, Cyril et l'ermite
- 2008 : Madagascar 2 : Marty, Morty et voix additionnelles
- 2009 : Batman: Arkham Asylum : l'Homme-Mystère[n 8]
- 2009 : Professeur Layton et la Boîte de Pandore : Professeur Hershel Layton
- 2009 : Dragon Age: Origins : voix additionnelles[n 8]
- 2009 : Ratchet and Clank: A Crack in Time : Clank (1re voix)
- 2009 : Halo 3: ODST : Edward Buck
- 2009 : Borderlands : Neuf-Orteils
- 2009 : The Lapins Crétins : La Grosse Aventure : voix additionnelles[n 8]
- 2009 : League of Legends : Corki, Dr Mundo, Galio (ancienne voix), Malzahar, Maokai, Olaf, Twitch, Udyr, Ryze, Urgot et Kindred (Loup)
- 2009 : Assassin's Creed II : le Sujet 16 et voix additionnelles[n 8]
- 2009 : L'Âge de glace 3 : Le Temps des dinosaures : Eddie l'opossum
- 2009 : Transformers : La Revanche : voix additionnelles
- 2010 : Mass Effect 2 : le capitaine Bailey et voix additionnelles
- 2010 : Darksiders : le Guetteur
- 2010 : Tom Clancy's Splinter Cell: Conviction : voix de PNJ[n 8]
- 2010 : STALKER: Call of Pripyat : voix de divers PNJ
- 2010 : Call of Duty: Black Ops : Robert McNamara
- 2010 : Just Cause 2 : Pandak « Baby » Panay
- 2010 : StarCraft 2 : Dr Narud
- 2010 : Shrek 4 : Il était une fin (en) : l'Âne
- 2010 : Professeur Layton et le Destin perdu : Professeur Hershel Layton
- 2010 : Halo: Reach : voix additionnelles
- 2010 : Transformers : La Guerre pour Cybertron : Air Raid et voix additionnelles
- 2010 : Vanquish : Victor Zaitsev[n 8]
- 2010 : Spider-Man : Dimensions : Spider-Ham et voix additionnelles
- 2010 : Fallout: New Vegas : Lily Bowen, Ringo et l'Aîné Nolan McNamara
- 2010 : Assassin's Creed Brotherhood : le Sujet 16 et voix additionnelles[n 8]
- 2011 : Star Fox 64 3D : Fox McCloud[n 8]
- 2011 : Rift: Planes of Telara : Seigneur-protecteur Nerval et voix additionnelles
- 2011 : The Witcher 2: Assassins of Kings : Iorveth[n 8]
- 2011 : Duke Nukem Forever : voix additionnelles
- 2011 : Batman: Arkham City : l'Homme-Mystère
- 2011 : Portal 2 : la sphère info
- 2011 : Professeur Layton et l'Appel du Spectre : Professeur Hershel Layton[n 8]
- 2011 : Ratchet and Clank: All 4 One : Clank
- 2011 : DC Universe Online : l'Homme-Mystère et voix additionnelles
- 2011 : Star Wars: The Old Republic : l'inquisiteur Sith
- 2011 : Alice : Retour au pays de la folie : le Lapin Blanc, le Lièvre de Mars, le Loir, la Pieuvre et divers passants de Londres
- 2011 : Fallout: New Vegas - Honest Hearts : Sel-sur-les-Plaies
- 2011 : Fallout: New Vegas - Lonesome Road : Dr Whitley
- 2011 : Transformers 3 : La Face cachée de la Lune : Air Raid et voix additionnelles
- 2011 : Assassin's Creed: Revelations : Clay Kaczmarek alias le Sujet 16[n 8]
- 2012 : Les Royaumes d'Amalur : Reckoning : plusieurs personnages secondaires
- 2012 : Rift: Planes of Telara : Dantwor Languemiel (Carnaval des Élus)
- 2012 : Game of Thrones : Le Trône de fer : voix additionnelles
- 2012 : Lego Batman 2: DC Super Heroes : le Joker
- 2012 : Of Orcs and Men : le gobelin Styx
- 2012 : Professeur Layton et le Masque des miracles : Professeur Hershel Layton
- 2012 : Skylanders: Giants : Jet-Vac, Fantôme Machine et Pipsqueak
- 2012 : WRC 3: FIA World Rally Championship : le copilote français
- 2012 : Madagascar 3 : Bons baisers d'Europe : Marty
- 2012 : L'Âge de glace 4 : La Dérive des continents - Jeux de l'Arctique : Flynn et le Capitaine Gutt
- 2013 : Batman: Arkham Origins : l'Homme-Mystère
- 2013 : Contrast : Johnny et Carmine
- 2013 : Professeur Layton et l'Héritage des Aslantes : Professeur Hershel Layton
- 2013 : Puppeteer : Raton/Lapin
- 2013 : Remember Me : Charles Cartier-Wells
- 2013 : Skylanders: Swap Force : Scorp, Rubble Rouser et Barbaveugle
- 2013 : Lego Marvel Super Heroes : Iron Man, l'Abomination et Magnéto
- 2013 : Ratchet and Clank: Nexus : Clank
- 2013 : Disney Infinity : voix additionnelles
- 2013 : WRC 4: FIA World Rally Championship : le copilote français
- 2014 : Professeur Layton vs. Phoenix Wright: Ace Attorney : Professeur Hershel Layton
- 2014 : Inazuma Eleven GO : le coach Travis
- 2014 : Murdered: Soul Suspect : Ronan O'Connor
- 2014 : Lego Batman 3 : Au-delà de Gotham : le Joker et Superman
- 2014 : La Terre du Milieu : L'Ombre du Mordor : Ratbag et divers Uruks
- 2014 : Skylanders: Trap Team : Jet-Vac, Cobra Cadabra, High Five, Slobber Trap, Chill Bill, Masker Mind, Shield Shredder, Threatpack, Smoke Screen, Auric et Pipsqueak
- 2015 : Final Fantasy XIV : Teledji Adeledji
- 2015 : The Witcher 3: Wild Hunt : voix additionnelles
- 2015 : Destiny : Variks
- 2015 : Little Big Planet 3 : Marlon Banjo
- 2015 : Batman: Arkham Knight : l'Homme-Mystère et Thomas Wayne
- 2015 : Skylanders: SuperChargers : Jet-Vac, Chill Bill, Threatpack, dragon des Nimbus et voix additionnelles
- 2015 : Lego Dimensions : le Joker, Superman et Beetlejuice
- 2015 : Halo 5: Guardians : Edward Buck
- 2016 : Lego Marvel's Avengers : Steve Rogers / Captain America
- 2016 : Tom Clancy's The Division : voix additionnelles[n 8]
- 2016 : Battleborn : Benedict
- 2016 : Star Fox Zero : Fox McCloud[n 8]
- 2016 : Ratchet and Clank : Clank, Al et le Plombier
- 2016 : Yo-kai Watch : Whisper
- 2016 : Final Fantasy XV : voix additionnelles[n 8]
- 2016 : Skylanders: Imaginators : Jet-Vac, Dr Néo Cortex, Jet-Vac et Chill Bill
- 2016 : Watch Dogs 2 : voix additionnelles[n 8]
- 2017 : Resident Evil 7 : Jack Baker
- 2017 : Horizon Zero Dawn : Ted Faro
- 2017 : Mass Effect: Andromeda : voix additionnelles
- 2017 : Crash Bandicoot: N. Sane Trilogy : Dr Néo Cortex
- 2017 : Yo-kai Watch 2 : Whisper
- 2017 : Lego Ninjago, le film : Le Jeu vidéo : voix additionnelles
- 2017 : Assassin's Creed Origins : Phanos et voix additionnelles[n 8]
- 2017 : Lego Marvel Super Heroes 2 : le Bouffon (2099)
- 2017 : Star Wars Battlefront II : voix additionnelles[n 8]
- 2017 : Fortnite : le Lama[n 8]
- 2017 : StarCraft: Remastered : le lieutenant Samir Duran[n 8] (extension Brood War)
- 2017 : La Terre du Milieu : L'Ombre de la guerre : Ratbag et divers Uruks[n 8]
- 2018 : God of War : Ratatoskr
- 2018 : WarioWare Gold : Fronk, Mantis, Dr Crygor, Danny[n 8]
- 2018 : Starlink: Battle for Atlas : Fox McCloud
- 2018 : Yo-kai Watch 3 : Whisper
- 2018 : Lego DC Super-Vilains : l'Homme-Mystère[n 8]
- 2018 : Spyro Reignited Trilogy : le Professeur et voix additionnelles
- 2018 : Assassin's Creed Odyssey : voix additionnelles[n 8] et Gergis (DLC L'Héritage de la première lame)
- 2019 : Crash Team Racing: Nitro-Fueled : Dr Néo Cortex, Crunch Bandicoot, Vrai Vélo, Megamix, Bébé Cortex et la voix-off de CTR TV
- 2019 : Borderlands 3 : Katagawa Jr.
- 2019 : Call of Duty: Black Ops IIII : un journaliste (dans la map Tag Der Toten du Black Ops Pass)
- 2019 : Blacksad: Under the Skin : Weekly et Oswald Quince[n 8]
- 2019 : Close to the Sun : Aubrey
- 2020 : Final Fantasy VII Remake : voix additionnelles
- 2020 : Ghost of Tsushima : voix additionnelles
- 2020 : Transformers: Battlegrounds : Bumblebee
- 2020 : Destiny 2 : Variks
- 2020 : Legends of Runeterra : Kindred (Loup), Maokai et le trafiquant d'agrumes
- 2020 : Assassin's Creed Valhalla : Vili[n 8]
- 2020 : Cyberpunk 2077 : Goro Takemura[n 8]
- 2020 : Crash Bandicoot 4: It's About Time : Dr Néo Cortex
- 2021 : Ratchet and Clank: Rift Apart : Clank
- 2021 : Outriders : voix additionnelles[n 8]
- 2021 : Orcs Must Die! 3 : Cygnus
- 2021 : WarioWare: Get It Together! : Mantis et Dr Crygor
- 2021 : Les Gardiens de la Galaxie : Lipless
- 2022 : Lost Ark : ?
- 2022 : Tiny Tina's Wonderlands : Oran le Fantôme
- 2022 : Cookie Run: Kingdom : Cookie Loup-garou et Cookie Arbre millénaire
- 2022 : God of War: Ragnarök : Ratatosk
- 2022 : Need for Speed Unbound : Ross[n 8]
- 2022 : Marvel's Midnight Suns : Chthon
- 2023 : Hi-Fi Rush : ?
- 2023 : Atomic Heart : ?
- 2023 : Star Wars Jedi: Survivor : le commandant Lank Denvik[n 8]
- 2023 : Diablo IV : Arlo
- 2023 : Starfield : ?
- 2023 : Baby Shark: Sing & Swim Party : le grand-père Shark, le pirate squelette et Rockerfish
- 2023 : Cyberpunk 2077 : Phantom Liberty : Goro Takemura
- 2023 : PAW Patrol World - La Pat' Patrouille : le capitaine Turbot et Otis
- 2023 : Assassin's Creed Mirage : voix additionnelles[n 8]
- 2023 : WarioWare: Move It! : Mantis et Dr Crygor
- 2023 : Transformers: EarthSpark - Expedition : Optimus Prime et Thrash
- 2023 : Call of Duty: Modern Warfare III : ?
- 2023 : Tintin Reporter : Les Cigares du pharaon : Dupont, le major, le jardinier de l'hôpital et voix additionnelles
- 2023 : Dordogne : Edouard
- 2023 : Astérix et Obélix : Baffez-les tous ! 2 : Abraracourcix, Idéfix et Palboncursus[n 8]
- 2023 : Flashback 2 : le président Frost, le grand arbre et Mike Corleoni
- 2024 : Prince of Persia: The Lost Crown : Parrot, Elrik, Kaya, un guerrier Thomyris, un servant, un soldat Kushan et un soldat Perse
- 2024 : Apollo Justice: Ace Attorney Trilogy : Louis Lebelle, Icare Solo, Rev Ol'uhsio, conseiller du maire Tenma. (Dual Destinies épisode 2), un sbire (Spirit of Justice, cinématique de fin épisode 1)
- 2024 : Suicide Squad: Kill the Justice League : l'Homme-mystère
- 2024 : Helldivers 2 : Helldiver n°4
- 2024 : Final Fantasy VII Rebirth : Bugenhagen
- 2024 : Dead Rising Deluxe Remaster : Adam MacIntyre
- 2024 : Miraculous : Paris Under Siege : Tom Dupain et un civil
- 2024 : Star Wars Outlaws : Jadd Flaxum et voix additionnelles
- 2024 : Batman: Arkham Shadow (en) : Thomas Wayne, Arnold Wesker, le roi des rats et Kolodychuk
- 2025 : Monster Hunter Wilds : voix additionnelles
- 2025 : Assassin's Creed Shadows : Oda Nobunaga
- 2025 : Doom: The Dark Ages : Deag Loric et le villageois membre du culte
- 2025 : Space Adventure Cobra - The Awakening : Vaiken, Donner et des pirates[n 8]

### Direction artistique

#### Films
- 2017 : Unicorn Store

#### Films d'animation
- 2012 : Festin de requin 2 : Le récif se rebelle
- 2013 : Le Monde magique d'Oz
- 2023 : Mars Express

#### Séries d'animation
- 1995[n 9]: 3×3 Eyes
- 2002 : Abenobashi Magical Shopping Street
- 2003 : Last Exile
- 2003-2004 : Saiyuki Reload
- 2004 : Midori Days
- 2005-2006 : Les Mésaventures du roi Arthur
- 2006-2008 : Le Manège enchanté
- 2007-2011 : La Ferme en folie (avec Benoît Du Pac)
- 2009 : Les Chumballs
- 2010 : Chico Chica Boumba Pepper School
- 2010-2012[n 10] : Digimon Fusion
- 2011 : Tam Tam et Piko
- 2011 : Les P'tites Poules
- 2011-2013 : Le Quiz de Zack
- 2012 : Nos voisins les Marsupilamis
- 2012 : Émilie
- 2012 : Kobushi
- 2012-2018 : Les Mystérieuses Cités d'or
- 2012-2019 : À table les enfants !
- 2013-2018 : PAW Patrol : La Pat' Patrouille (saisons 1 à 4)
- 2014-2015 : Bande de sportifs !
- 2015-2020 : Shimmer et Shine
- depuis 2015 : Miraculous : Les Aventures de Ladybug et Chat Noir (avec Marie Chevalot)
- 2016 : Lastman
- 2016 : Les Souvenirs de Mamette
- 2016 : Les Enquêtes de Mirette
- 2018 : Tib et Tatoum
- 2018 : Arthur et les enfants de la table ronde
- depuis 2018 : Oscar et Malika, toujours en retard
- depuis 2019 : Boy Girl etc.
- 2020 : Kid Lucky
- depuis 2020 : Alice et Lewis (avec Brigitte Guedj)
- 2021 : Moi à ton âge

#### Téléfilms d'animation
- 2014 : Little Houdini
- 2020 : Miraculous World : New York, les héros unis (avec Marie Chevalot)

#### Jeux vidéo
- 2000 : 4x4 World Trophy
- 2001 : Tom Clancy's Ghost Recon
- 2001 : SSX Tricky
- 2001 : The Settlers IV
- 2002 : Ratchet and Clank
- 2002 : E.T., l'extra-terrestre
- 2002 : Largo Winch : Aller simple pour les Balkans
- 2002 : Age of Mythology
- 2002 : Conflict: Desert Storm
- 2002 : Tom Clancy's Ghost Recon: Island Thunder
- 2003 : Rayman 3: Hoodlum Havoc
- 2003 : Ratchet and Clank 2
- 2003 : Beyond Good and Evil
- 2003 : Tom Clancy's Splinter Cell
- 2003 : 007 : Quitte ou double
- 2004 : Ratchet and Clank 3
- 2004 : Rocky Legends
- 2004 : Tom Clancy's Ghost Recon 2
- 2004 : Conan
- 2004 : Medal of Honor : Batailles du Pacifique
- 2004 : Tom Clancy's Splinter Cell: Pandora Tomorrow
- 2004 : Myst IV: Revelation
- 2005 : Tom Clancy's Splinter Cell: Chaos Theory
- 2005 : Batman Begins, le jeu vidéo
- 2005 : Oddworld : La Fureur de l'étranger
- 2005 : Project Snowblind
- 2005 : The Settlers : L'Héritage des Rois
- 2006 : The Elder Scrolls IV: Oblivion
- 2006 : Tom Clancy's Splinter Cell: Double Agent
- 2006 : Tomb Raider: Legend
- 2007 : Cosmic Family
- 2008 : Far Cry 2
- 2008 : Dead Space
- 2009 : Assassin's Creed II (avec Karine Foviau)
- 2010 : Tom Clancy's Splinter Cell: Conviction
- 2010 : Assassin's Creed: Brotherhood (avec Karine Foviau et Julien Guerif)
- 2011 : Battlefield 3
- 2012 : The Secret World
- 2013 : Tom Clancy's Splinter Cell: Blacklist
- 2024 : Miraculous : Paris Under Siege (avec Marie Chevalot)

## Voix off

### Documentaires
- Parc du Puy du Fou : Arthur dans Les Chevaliers de la table ronde
- Les Maîtres de la survie (Discovery Channel)
- Les Invisibles (émission) : voice-over
- 2009 : Pantanal, le dernier sanctuaire du jaguar : voice-over (documentaire)
- 2009-2013 : Japan in Motion : voix off principale (émission)
- 2014 : Pokémon Rubis Oméga et Saphir Alpha : le narrateur (bande-annonce)
- depuis 2019 : C'est toujours pas sorcier : voix off de SAMI (émission)
- Toonami et Warner TV Next (depuis 2023)
- depuis 2023 : Paramount+ (bandes-annonces)

### Fictions audio
- 2011 : Professeur Layton et la boîte qui endort : Martial Le Minoux (épisode 1) ; Professeur Layton (épisode 15)
- 2016 : Professeur Layton et le destin interrompu : Professeur Layton (épisode 13)
- 2017 : L'Épopée temporelle : Eliott/KB28
- 2018 : Alien - Le fleuve des Souffrances[16] de Christopher Golden et Dirk Maggs, (Audiolib, mars 2018) : Crédité

### Livres audio
- 2022 : The Sandman : Acte II, de Neil Gaiman et Dirk Maggs, lu avec Bernard Alane, Jean Barnay, Sébastien Desjours, Namakan Kone, Céline Melloul, Alexandre Nguyen et Guillaume Orsat, Audible, 13h34

## Chansons
- Générique des Aventures d'Ernest et Bart
- Générique de Grosha & Mr. B (avec Jérémy Prévost)

## Distinction
En 2024, Martial Le Minoux est nommé « meilleur comédien » aux Crunchyroll Anime Awards pour son rôle de Suguru Geto dans la version française de Jujutsu Kaisen.